# Apra (Punjab)

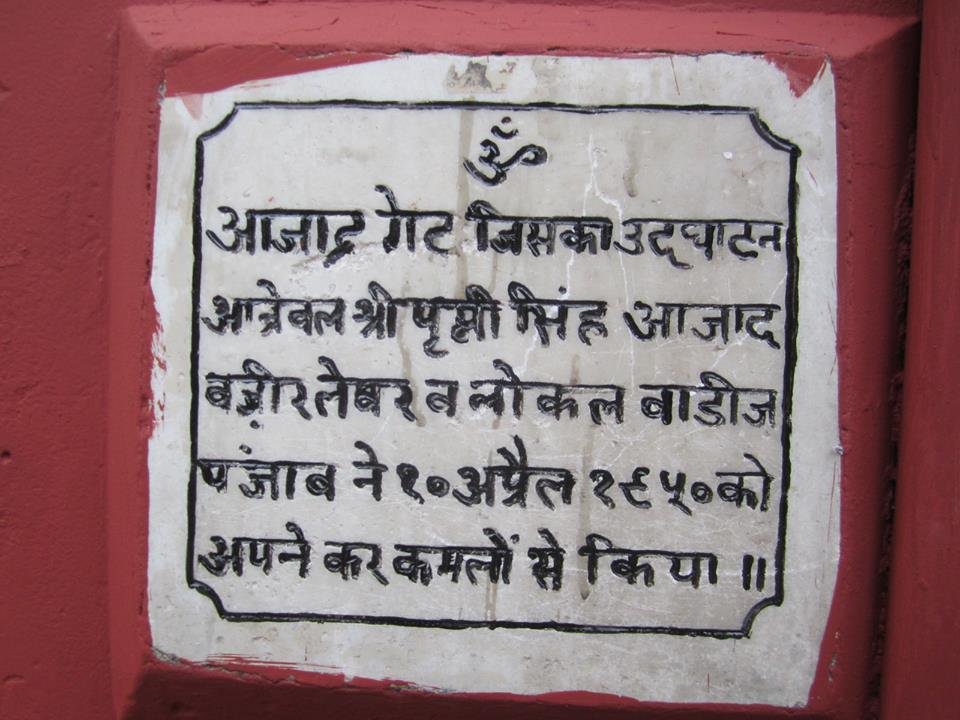
Tafel am Azad Gate

Apra (Panjabi: ਅੱਪਰਾ, Hindi: अपरा) ist ein Dorf (Census Town) im Tehsil Phillaur im Distrikt Jalandhar von Punjab (Indien), das wegen des Goldjuwelenhandels auch als Die goldene Stadt Apra bekannt ist.
Das Dorf ist neben Goldjuwelen auch für den Reisanbau bekannt.

## Geographie
Apra liegt an der Hauptstraße von Phillaur nach Banga, 12 km von Phillaur, 46 km östlich von Jalandhar und 110 km von Chandigarh. Der nächste Bahnhof ist 15 km entfernt in Goraya, der nächste Regionalflughafen in Ludhiana, und der nächste internationale Flughafen ist 142 km entfernt in Amritsar.
Apra ist das größte Dorf in der Gegend und hat den wichtigsten Markt. Es hat ein Krankenhaus, eine eigene staatliche Schule sowie Privatschulen. Es hat eine eigene Polizeistation, die auch für die umliegenden Dörfer zuständig ist.

## Gebäude
Das Azad-Tor ist ein regelmäßig renovierter historischer Bau. Ram Mandir, Shiv Mandir und Bhai Mehar-Chand Ji Temple sind Hindutempel. Sachidanand ji Ashram, Peer Baba Ji und Gurudwara Shri Kalgidhar sind weitere religiöse Stätten.
Das Dorf hat knapp 10 Banken wie die Kotak Mahindra Bank, die Oriental Bank of Commerce, die State Bank of India und die Jalandhar Central Co-operative Bank.

## Bekannte Bewohner
- K. D. Verma (* in Apra) war der Vater des US-Botschafters Richard Verma. Er wanderte um 1965 nach Kanada aus[2] und lehrte dort an der University of Pittsburgh in Johnstown für 40 Jahre als Professor für Englisch mit dem Spezialgebiet Indische Literatur.[3]
- Bhagat Singh Soor (* um 1905 in Chahal Kalan, Punjab) war ein Schreiner, der 1987 in Apra starb.

## Demographie
Apra hatte 2011 laut Census 6.258 Einwohner, von denen 51,4 % männlich und 48,6 % weiblich waren. Die Alphabetisierung betrug mit 82,86 % mehr als durchschnittlich 75,84 % in Punjab.
Die meisten Einwohner sind Hindus (76,77 %) und Sikhs (18,68 %).